# 日本ペンクラブ
一般社団法人日本ペンクラブ（にほんペンクラブ）は、国際ペンクラブの日本センターであり、日本の文筆家で構成される法人。以前は外務省所管だった。
創作活動やジャーナリストなどによって組織され、言論の自由、表現の自由、出版の自由の擁護と、文化の国際的交流の増進を目的とするNGOである。

## 概説
日本ペンクラブは、その団体としての性質を、次のように説明している。

## 会員資格
元来は前述のPENいずれかに該当する者を対象としていたが、近年では以下のような職業を対象としている。
「平和の希求」と「言論・表現の自由の追求」という理念への賛同を必須としている。

### P会員
詩人、俳人、歌人、脚本家、劇作家、放送作家。

### E会員
エッセイストや編集者など以前の対象者に加え、翻訳家、学識経験者、学者、記者、ジャーナリスト、評論家、漫画家、映画監督、放送番組制作者、俳優、演出家、画家、装幀家、デザイナー、写真家、書店・図書館・美術館・博物館等の学芸員や専門職員などを対象としている。

### N会員
小説家に加え、ノンフィクション作家、インターネット上で活動する作家を対象としている。

## 組織
- 所在地：東京都中央区日本橋兜町20番3号
- 会長（代表理事）：桐野夏生
- 副会長：今野敏、山田健太
- 専務理事：郡司聡
- 常務理事：沼野充義、佐藤アヤ子、徳永真、野上暁
- 理事：35名 - 40名以内
- 監事：3名以内

## 沿革
1935年11月26日、国際ペンクラブの春からの要請を受け、外務省文化事業部の課長・柳澤健（詩人でもあった）が文壇に呼びかけて国際ペンクラブの日本センターとして創立。初代会長は島崎藤村。他に正宗白鳥、徳田秋声などが参加。
第二次世界大戦中は活動休止の状態であったが、1947年2月12日に再建大会を開催。再建時の会長は志賀直哉であった。国際ペンクラブにも復帰。

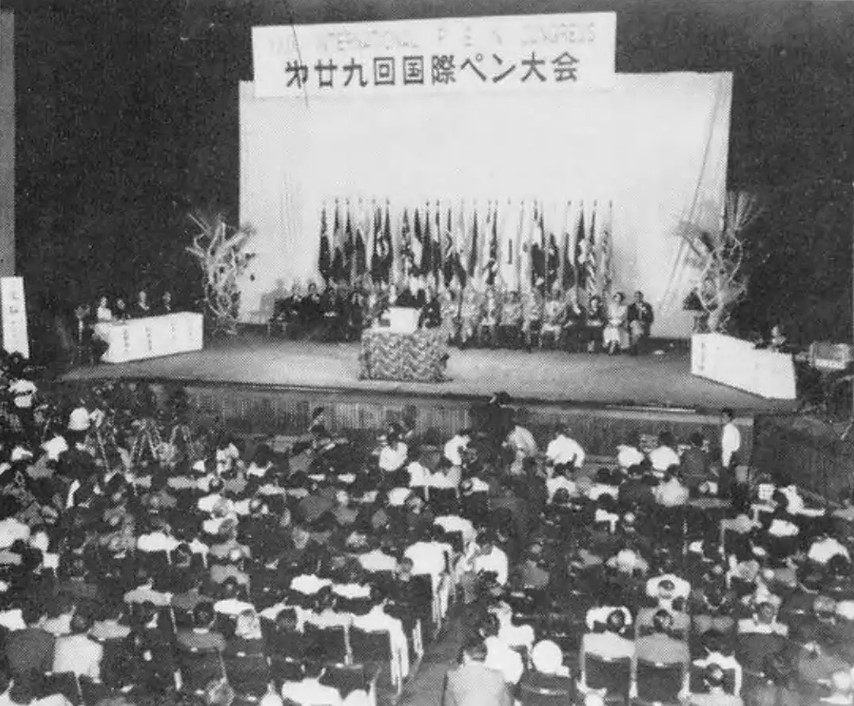
第29回国際ペン大会の開会式（1957年9月2日、産経ホール）

1957年9月1月から8日にかけて、日本ペンクラブ主催による「第29回国際ペン大会」が東京の産経会館、京都市の天龍寺などで、開かれた。26カ国30センターから代表者171名、日本ペンクラブ会員208名が参加した。
1958年、ソ連政府がボリス・パステルナークのノーベル文学賞授与を辞退させた際、日本ペンクラブはソ連政府よりの姿勢をとり、平林たい子、エドワード・G・サイデンステッカーらが、それを批判した。1959年に来日したアーサー・ケストラーも、日本ペンクラブの姿勢を批判した。
1965年、創立30周年を記念し、創立記念日（11月26日）が「ペンの日」に定められる。
1970年6月1日、松岡洋子理事は、同月にソウルで行われる国際ペン大会、台北で行われるアジア作家会議をめぐり、ペンクラブが「言論の自由のない」韓国と台湾に代表を送ることを不満として脱会届を出した。ペンクラブは国際ペン大会には阿川弘之、平林たい子を派遣し、アジア作家会議には立野信之ら計12人を派遣した。松岡に続き、小田切秀雄、木下順二、大江健三郎らが脱会した。
1972年にはペンクラブ主催の日本文化研究国際大会開会式に皇太子を呼んだ事への批判から、柴田錬三郎・佐野洋・松本清張・梶山季之・城山三郎・正木ひろしが脱会した。
1974年4月、朴正熙の独裁政権に反対するデモを起こした大学生らのうち180人が拘束される「民青学連事件」が発生。7月16日までに、金芝河ら14人に死刑、15人に無期懲役、日本人の太刀川正樹と早川嘉春を含む26人に懲役15年から20年の刑が科せられた。7月17日、日本ペンクラブは国防部長官の徐鐘喆宛てに金芝河らの助命嘆願の電報を打った。7月21日、徐長官は金の死刑を無期懲役に減刑した。ペンクラブは自分たちの電報の効果があらわれたとして、朴大統領へのお礼と金芝河問題の調査とを目的に、藤島泰輔と白井浩司の両理事を7月27日に韓国へ派遣した。7月29日、藤島と白井はソウルで記者会見を開き、「金芝河氏の逮捕は文学活動が理由ではない。有罪判決も言論弾圧とはいえない。韓国政府当局は文化政策面に寛大である」と語り、朴政権を擁護した。この発言は韓国人記者たちを驚かせ、日本では抗議が集中した。7月30日、有吉佐和子理事は脱会を表明。8月初めまでに司馬遼太郎、安岡章太郎、瀬戸内晴美、黒岩重吾、阿川弘之、立原正秋、小谷剛、寺山修司、瀬沼茂樹、水上勉、草野心平らが脱会、もしくは理事の辞意を表明するなどした。
同年8月4日、日本アジア・アフリカ作家会議は「藤島・白井両氏の言動を許した日本ペンクラブ理事会に対し、自己批判を要求するとともに、その責任においてすみやかに適切な行動をとられるよう要求する」とする抗議声明を発表した。
同年8月26日、ペンクラブは緊急理事会を開き、藤島、白井両理事の辞表を受理した。8月30日、野坂昭如、五木寛之、三好徹、生島治郎、戸川昌子、川上宗薫ら23人が集団入会した。10月、芹沢光治良が会長を辞任した。
1977年の理事選挙では進歩的と呼ばれる作家が執行部の多数を占めたが、これに対し保守的な立場から「政治的に徒党を組んだ者たち」に乗っ取られたとの批判が噴出。小山内高行・黛敏郎・村松剛が脱会する事態に至った。
1984年5月、「核状況下における文学―なぜわれわれは書くのか」をテーマとし、東京では2度目の国際ペン大会を主催。ゲストとしてロブ＝グリエ、巴金、ヴォネガット等が招かれた。このテーマには、政治的活動をしないというペン憲章に違反しているとの理由で理事の江藤淳が反対し、大江健三郎と論争になった。
いわゆる「スパイ防止法案」（国家秘密に係るスパイ行為等の防止に関する法律案）は1985年12月に審議未了のまま廃案となったが、自民党は1986年2月に「スパイ防止法制定に関する特別委員会」を党内に発足させ、法案名称の「国家秘密」を「防衛秘密」に言い換え、修正案をまとめた。同年12月26日、ペンクラブは同法制定反対の声明を発表した。1988年8月、『「国家秘密法」私たちはこう考える』を岩波書店から刊行。
2010年9月、「環境と文学　―いま、何を書くか―」をテーマに、東京で3回目の開催となる国際ペン東京大会2010を主催した。
井上、阿刀田、浅田、吉岡、桐野と直近5代の会長は、ミステリ、SF、ホラー、ユーモア小説、ノンフィクションなど戦後伸張してきたタイプの娯楽文芸分野で実績を築いてきた作家が続いており、純文学作家か評論家が代表を務めることの多かった同団体としては傾向が一変した。それ以前には存在しなかった直木賞受賞作家の会長が5人中4人を占めている。
2021年5月25日、桐野夏生が第18代会長に選出され、女性初の会長となった。桐野は会員の高齢化を問題として挙げている。
2024年4月8日、鹿児島県警は不祥事の情報を提供した巡査長を守秘義務違反容疑で逮捕し、同時に福岡市のインターネットメディアの関係先を家宅捜索した。家宅捜索の過程で元生活安全部長を別の情報提供者と特定し、同年5月31日に逮捕に踏み切った（鹿児島県警内部告発事件）。これを受けて日本ペンクラブは6月19日、「強制捜査は取材源秘匿と内部通報者保護制度を脅かす」として非難する声明を出した。
同年12月10日、日本ペンクラブ言論表現委員会（金平茂紀委員長）は、韓国の尹錫悦大統領が戒厳令を同月3日に宣布したことを受け、「民主主義破壊の企てに強く抗議する」とする緊急アピールを発表した。
2025年7月15日、第27回参議院議員通常選挙（7月20日投開票）における外国人への差別やデマの拡散に対する緊急声明を出した。現状に危機感をおぼえた常務理事の中島京子の呼びかけで急遽声明が作られたとされる。「少しずつでも成熟し前進してきた民主主義社会が、一部の政治家によるいっときの歓心を買うための『デマ』や『差別的発言』によって、後退し崩壊していくことを、私たちは許さない」と声明で訴え、中島は会見で「表現の自由というのは、デマを拡散する自由ではない」と話した。

## 歴代会長
梅原猛までは『日本官僚制総合事典 : 1868-2000』による。
| 代 | 会長       | 在任                           |
| -- | ---------- | ------------------------------ |
| 1  | 島崎藤村   | 1935年11月26日 - 1943年8月22日 |
| 2  | 正宗白鳥   | 1943年11月3日 - 1947年2月12日  |
| 3  | 志賀直哉   | 1947年2月12日 - 1948年5月3日   |
| 4  | 川端康成   | 1948年5月31日 - 1965年10月1日  |
| 5  | 芹沢光治良 | 1965年10月1日 - 1974年11月12日 |
| 6  | 中村光夫   | 1974年11月12日 - 1975年5月20日 |
| 7  | 石川達三   | 1975年5月20日 - 1977年7月1日   |
| 8  | 高橋健二   | 1977年7月1日 - 1981年5月15日   |
| 9  | 井上靖     | 1981年5月15日 - 1985年6月8日   |
| 10 | 遠藤周作   | 1985年6月8日 - 1989年4月25日   |
| 11 | 大岡信     | 1989年4月25日 - 1993年4月20日  |
| 12 | 尾崎秀樹   | 1993年4月20日 - 1997年4月24日  |
| 13 | 梅原猛     | 1997年4月24日 - 2003年         |
| 14 | 井上ひさし | 2003年 - 2007年                |
| 15 | 阿刀田高   | 2007年 - 2011年                |
| 16 | 浅田次郎   | 2011年 - 2017年                |
| 17 | 吉岡忍     | 2017年 - 2021年                |
| 18 | 桐野夏生   | 2021年 -                       |

## 日本ペンクラブ名義の書籍
- 『現代日本文学選集』全11卷 日本ペンクラブ 編 細川書店 1948 - 1958
- 『私小説名作選』中村光夫 選、日本ペンクラブ 編 集英社文庫 1980　のち講談社文芸文庫（上下巻）
- 『人生の読本』山口瞳 選、日本ペンクラブ 編 集英社文庫 1981
- 『最大の殺人』日本ペンクラブ 編、佐野洋選 1981 (集英社文庫)
- 『ロマンチックはお好き?』田辺聖子 選、日本ペンクラブ 編 1981 (集英社文庫)
- 『幻覚のメロディ』日本ペンクラブ 編、眉村卓 選 1981 (集英社文庫)
- 『愛のかたち』瀬戸内晴美 選、日本ペンクラブ 編 1982 (集英社文庫)
- 『十字路の残照』井上靖 選、日本ペンクラブ 編 1982 (集英社文庫
- 『過去のある女』日本ペンクラブ 編、結城昌治 選 1982 (集英社文庫)
- 『男の小道具飛び道具』生島治郎 選、日本ペンクラブ 編 1982 (集英社文庫)
- 『何とも知れない未来に』大江健三郎 選、日本ペンクラブ 編 1983 (集英社文庫)
- 『一攫千金の夢』石川喬司 選、日本ペンクラブ 編 1983 (集英社文庫)
- 『素敵な活字中毒者』日本ペンクラブ 編、椎名誠 選 1983 (集英社文庫)
- 『食前にたっぷり』日本ペンクラブ 編、色川武大選 1983 (集英社文庫)
- 『名探偵が八人』都筑道夫 選、日本ペンクラブ 編 1984 (集英社文庫)
- 『ことばよ花咲け 愛の詩集』大岡信選、日本ペンクラブ 編 1984 (集英社文庫)
- 『書くに値する毎日 日記名作選』日本ペンクラブ 編、つかこうへい 選 1984 (集英社文庫)
- 『映画が好きな君は素敵だ』長部日出雄 選、日本ペンクラブ 編 1984 (集英社文庫)
- 『恐怖特急』阿刀田高 選、日本ペンクラブ 編 1985 (集英社文庫)　のち光文社文庫
- 『いま、危険な愛に目覚めて』栗本薫 選、日本ペンクラブ 編 1985 (集英社文庫)
- 『勝負』津本陽 選、日本ペンクラブ 編 1985 (集英社文庫)
- 『ニューヨーク読本』日本ペンクラブ 編、常盤新平 選 福武文庫 1986
- 『スペイン読本』日本ペンクラブ 編、逢坂剛 選 1987 (福武文庫)
- 『児童文学名作全集』全5冊 日本ペンクラブ 編、井上ひさし選 1987 (福武文庫)
- 『「国家秘密法」私たちはこう考える』日本ペンクラブ 編 岩波ブックレット 1988/8/3
- 『文章読本』日本ペンクラブ 編、吉行淳之介 選 1988 (福武文庫)　のち中公文庫
- 『韓国読本』日本ペンクラブ 編、関川夏央 選 1988 (福武文庫)
- 『競馬読本』日本ペンクラブ 編、山口瞳 選 1988 (福武文庫)
- 『上海読本』日本ペンクラブ 編、村松友視 選 1988 (福武文庫)
- 『インド読本』日本ペンクラブ 編、藤原新也 選 1988 (福武文庫)
- 『オーストラリア読本』日本ペンクラブ 編、越智道雄 選 1989 (福武文庫)
- 『恐怖の森』日本ペンクラブ 編、阿刀田高 選 1989 (福武文庫)　のちランダムハウス講談社
- 『国家秘密法 2』日本ペンクラブ 編 1989 (岩波ブックレット
- 『ロック読本』渋谷陽一 選、日本ペンクラブ 編 1989 (福武文庫)
- 『恐怖の旅』日本ペンクラブ 編、阿刀田高 選 1989 (福武文庫)　のち光文社文庫
- 『アンチ・グルメ読本』日本ペンクラブ 編、大河内昭爾 選 1989 (福武文庫)　のちちくま文庫
- 『恐怖の花』日本ペンクラブ 編、阿刀田高 選 1989 (福武文庫)
- 『俳句とは何か』日本ペンクラブ 編、小林恭二 選 1989 (福武文庫)
- 『香港読本』日本ペンクラブ 編、山口文憲 選 1989 (福武文庫)
- 『競馬を読もう』日本ペンクラブ 編、常盤新平 選 1990 (福武文庫)
- 『地球派読本』日本ペンクラブ 編 立松和平 選 1990 (福武文庫)
- 『はやりうた読本 ひばりからサザンまで ポップ・ミュージック』日本ペンクラブ 編、竹田青嗣 選 1990 (福武文庫)
- 『今昔温泉物語 伊豆・箱根、関東篇』日本ペンクラブ 編、山本容朗 選 1990 (福武文庫)
- 『手紙読本』日本ペンクラブ 編、江國滋 選 1990 (福武文庫)　のち講談社文芸文庫
- 『異彩天才伝 東西奇人尽し』荒俣宏 選 日本ペンクラブ 編 1991 (福武文庫)
- 『全日本貧乏物語』赤瀬川原平 選、日本ペンクラブ 編 1991 (福武文庫)
- 『人間みな病気』筒井康隆 選、日本ペンクラブ 編 1991 (福武文庫)
- 『スタ・メンはおれだ プロ野球読本』山際淳司選 日本ペンクラブ 編 1991 (福武文庫)
- 『ブキミな人びと』内田春菊選 日本ペンクラブ 編 1992 (福武文庫)　のちランダムハウス講談社
- 『歌舞伎読本』日本ペンクラブ 編、山川静夫 選 1992 (福武文庫)
- 『くだものだもの』日本ペンクラブ 編、俵万智 選 1992 (福武文庫)
- 『海を渡った日本人』日本ペンクラブ 編、北上次郎 選 1993 (福武文庫)
- 『バイトの達人』日本ペンクラブ 編、原田宗典 選 1993 (福武文庫)　のち角川文庫
- 『おすもうさんのおしり』日本ペンクラブ 編、泉麻人 選 1993 (福武文庫)
- 『不思議の国の広告』日本ペンクラブ 編、尾辻克彦 選 1993 (福武文庫)
- 『お米を考える本』井上ひさし 選、日本ペンクラブ 編 光文社文庫 1993
- 『日本日記 外国人が見た日本』日本ペンクラブ 編、筑紫哲也 選 1993 (福武文庫)
- 『殺意を運ぶ列車』西村京太郎 他著、日本ペンクラブ 編 1994 (光文社文庫)
- 『歴史の零れもの』司馬遼太郎 他著、日本ペンクラブ 編 1994 (光文社文庫)
- 『「差別表現」を考える』日本ペンクラブ 編 光文社 1995
- 『恐怖劇場』阿刀田高 選、日本ペンクラブ 編 1995 (光文社文庫)
- 『教室は危険がいっぱい（学園ミステリー傑作集)』赤川次郎 選、日本ペンクラブ 編 1996 (光文社文庫.
- 『少年の眼 大人になる前の物語』川本三郎 選、日本ペンクラブ 編 1997 (光文社文庫)
- 『家族の絆』椎名誠 選、日本ペンクラブ 編 1997 (光文社文庫)
- 『悪夢の最終列車 鉄道ミステリー傑作選』西村京太郎 他著、日本ペンクラブ 編 1997 (光文社文庫)
- 『憲法を考える本』井上ひさし 選、日本ペンクラブ 編 光文社 1997 (光文社文庫)
- 『奇妙な恋の物語』阿刀田高 選、日本ペンクラブ 編 1998 (光文社文庫)
- 『サッカーを考える本 ワールドカップの裏側からルールの秘密まで』井上ひさし 選、日本ペンクラブ 編 1998 (光文社文庫)
- 『悲劇の臨時列車 鉄道ミステリー傑作選』西村京太郎 他著、日本ペンクラブ 編 1998 (光文社文庫)
- 『黄土の群星』陳舜臣 選、日本ペンクラブ 編 1999 (光文社文庫)
- 『見慣れた景色が変わるとき 「癌告知」18人の知恵と勇気に学ぶ』日本ペンクラブ 編 光文社 1999
- 『日本ジュニア文学名作全集』全10巻 日本ペンクラブ 編、井上ひさし 選 汐文社 2000
- 『私を変えたことば』日本ペンクラブ 編 光文社 2000
- 『文学夜話-作家が語る作家』日本ペンクラブ 編 講談社 2000
- 『買いも買ったり』林望 選、日本ペンクラブ 編 2001 (光文社文庫)
- 『犬にどこまで日本語が理解できるか』日本ペンクラブ 編 光文社 2002　のち文庫
- 『読み聞かせる戦争』加賀美幸子 選、日本ペンクラブ 編 光文社 2002
- 『こころの羅針盤』五木寛之 選、日本ペンクラブ 編 光文社 2002　のち文庫
- 『新選組読本』司馬遼太郎 他著、日本ペンクラブ 編 2003 (光文社文庫)
- 『水』井上ひさし 選、日本ペンクラブ 編 2003 (光文社文庫)
- 『こんなにも恋はせつない 恋愛小説アンソロジー』唯川恵 選、日本ペンクラブ 編 2004 (光文社文庫)
- 『それでも私は戦争に反対します。』日本ペンクラブ 編 平凡社 2004
- 『わたし、猫語がわかるのよ』日本ペンクラブ 編 光文社 2004　のち文庫
- 『甘やかな祝祭 恋愛小説アンソロジー』小池真理子、藤田宜永 選、日本ペンクラブ 編 2004 (光文社文庫)
- 『ただならぬ午睡 恋愛小説アンソロジー』江國香織 選、日本ペンクラブ 編 2004 (光文社文庫)
- 『闇に香るもの』北方謙三 選、日本ペンクラブ 編 新潮文庫 2004
- 『鉄路に咲く物語 鉄道小説アンソロジー』西村京太郎 選、日本ペンクラブ 編 2005 (光文社文庫)
- 『感じて。息づかいを。 恋愛小説アンソロジー』川上弘美 選、日本ペンクラブ 編 2005 (光文社文庫)
- 『撫子が斬る 女性作家捕物帳アンソロジー』宮部みゆき 選、日本ペンクラブ 編 2005 (光文社文庫)
- 『男の涙女の涙 せつない小説アンソロジー』石田衣良 選、日本ペンクラブ 編 2006 (光文社文庫)
- 『捕物小説名作選』全2冊 池波正太郎 選、日本ペンクラブ 編 2006 (集英社文庫)
- 『人恋しい雨の夜に せつない小説アンソロジー』浅田次郎 選、日本ペンクラブ 編 2006 (光文社文庫)
- 『翳りゆく時間』浅田次郎 選、日本ペンクラブ 編 2006 (新潮文庫)
- 『日本ペンクラブ名スピーチ集』日本ペンクラブ 編 創美社 2007
- 『心中小説名作選』藤本義一 選、日本ペンクラブ 編 1980 (集英社文庫)
- 『年齢は財産』日本ペンクラブ 編 光文社 2008
- 『警察小説傑作短篇集』大沢在昌 選、日本ペンクラブ 編 ランダムハウス講談社文庫 2009
- 『いまこそ私は原発に反対します。』日本ペンクラブ 編 平凡社 2012
- 『猫のはなし 恋猫うかれ猫はらみ猫』浅田次郎 選、日本ペンクラブ 編 2013 (角川文庫)
- 『犬のはなし 古犬どら犬悪たれ犬』出久根達郎 選、日本ペンクラブ 編 2013 (角川文庫)
- 『女がそれを食べるとき』楊逸 選、日本ペンクラブ 編 幻冬舎文庫 2013
- 『あさめし・ひるめし・ばんめし: アンチ・グルメ読本』日本ペンクラブ 編  大河内昭爾 選 2014/2/6 (ちくま文庫)
- 『経済小説名作選』日本ペンクラブ 編、城山三郎 選 2014 (ちくま文庫
- 『読み聞かせる戦争 新装版』日本ペンクラブ 編、加賀美幸子 選 光文社 2015
- 『麺と日本人』椎名誠 選、日本ペンクラブ 編 2015 (角川文庫)
- 『10歳の質問箱 なやみちゃんと55人の大人たち』日本ペンクラブ「子どもの本」委員会 編、鈴木のりたけ 絵 小学館 2015
- 『うなぎと日本人』伊集院静 選,日本ペンクラブ 編 2016 (角川文庫)
- 『うなぎ 人情小説集』日本ペンクラブ 編,浅田次郎 選 2016 (ちくま文庫)
- 『続・10歳の質問箱 なやみちゃん、絶体絶命!』日本ペンクラブ「子どもの本」委員会 編,鈴木のりたけ 絵 小学館 2017
- 『読むパンダ』黒柳徹子 選,日本ペンクラブ 編 白水社 2018
- 『憲法についていま私が考えること』日本ペンクラブ 編 KADOKAWA 2018/9/21
- 『撫子が斬る 女性作家捕物帳アンソロジー 上下』宮部みゆき 選, 日本ペンクラブ 編　角川文庫 2018/12/22